# پارلین (نیوجرسی)
پارلین (به انگلیسی: Parlin) یک منطقهٔ مسکونی در ایالات متحده آمریکا است که در شهرستان میدلسکس، نیوجرسی واقع شده‌است. پارلین ۴۱ متر بالاتر از سطح دریا واقع شده‌است.